# 2016년 12월 이스탄불 폭탄 테러
2016년 12월 10일 저녁 터키 이스탄불 중심부에 있는 축구팀 베식타시의 홈 경기장 보다폰 아레나 인근서 경찰을 겨냥한 것으로 보이는 폭탄 테러가 2차례 발생하였다. 당일 오후 10시 30분 정도에 경찰 차량을 노린 것으로 보이는 차량 폭탄 공격이 베식타시 홈 경기장 밖에서 처음 발생했고, 곧이어 인근 마카 공원에서 자살 폭탄 테러로 의심되는 공격이 일어났다고 전해졌다. 이로 인해 총 48명이 사망하고 166명이 다쳤다.
쿠르드족 독립을 위한 무장단체인 쿠르드 자유 매의 단(TAK)(en)은 이 테러를 자신들의 소행이라고 밝혔다.